# Сент-Миррен

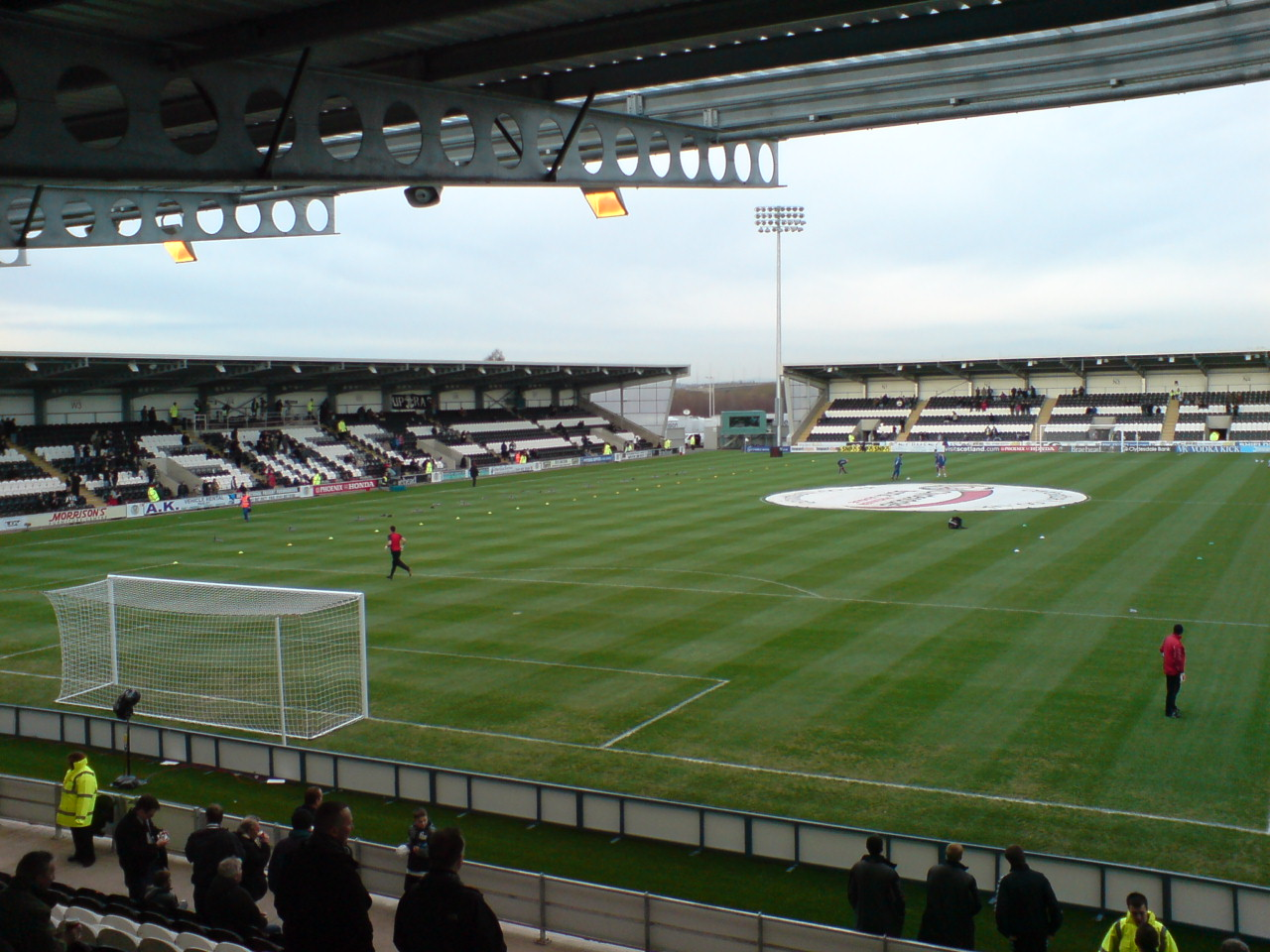
Стадион

«Сент-Ми́ррен» (англ. Saint Mirren Football Club ) — шотландский футбольный клуб из города Пейсли, названный в честь святого Мирина из Пейсли. Основан в 1877 году. Выступает в Шотландском Премьершипе, высшем дивизионе в системе футбольных лиг Шотландии. Домашние матчи проводит на стадионе «Сент-Миррен Парк», вмещающем около 8 тысяч зрителей.

## История
Спортивный клуб «Сент-Миррен» был образован в городе Пейсли во второй половине 19 века. В него входили игроки в крикет, регби и футбол. Но с ростом популярности футбола в конце 19 века «Сент-Миррен» отдали приоритет футболу, и в 1877 году были официально сформированы как «Футбольный клуб „Сент-Миррен“». Название своё они получили в честь Святого Мирона, покровителя города Пейсли.
Первоначально основными цветами клуба были синий и алый. После первого сезона цвета были изменены на белый и черный. Игроки клуба до сих пор выступают в полосатых черно-белых футболках.
Свой первый матч «Сент-Миррен» провел 6 октября 1877 года, победив команду «Джонстон Британния» 1:0. В 1881 году команда достигла своего первого финала «Кубка Ренфрюшир» (проиграли 1:3 команде «Торнлибанк»). В 1883 году они в первый раз выиграли этот турнир (3:1 против «Торнлибанк»).
В 1890 году «Сент-Миррен» и другой клуб из Пэйсли «Аберкорн» были одними из основателей Шотландской футбольной лиги (на сегодняшний день осталось 5 клубов).
Примечателен факт, что в те годы клуб «Сент-Миррен» играл вечерние матчи при свете масляных ламп.
В 1908 году они первый раз играли в финале Кубка Шотландии, но потерпели поражение 5:1 от «Селтика». Позже они выигрывали трофей в 1926, 1959 и 1987 годах.
В 1922 году «Сент-Миррен» были приглашены играть в турнире Barcelona Cup, домашнем турнире клуба «Барселона». Они выиграли турнир, победив «Ноттс Каунти» в финале.
С 1974 по 1978 годы «будущий сэр» Алекс Фергюсон был главным тренером «Сент-Миррена», в течение которых команда поднялась из нижней части Второго дивизиона Футбольной лиги Шотландии со среднематчевой посещаемостью около 1000 человек до чемпионства в Первом дивизионе в 1977 году. Фергюсон обнаружил и раскрыл талант таких игроков, как Билли Старк, Тони Фицпатрик, Лекс Ричардсон, Фрэнк Макгарви, Бобби Рид и Питер Веир, а его команда демонстрировала привлекательный атакующий футбол. Средний возраст игроков этой команды, выигравшей титул, составлял 19 лет, а капитану клуба, Фицпатрику, было всего лишь 20 лет.
«Сент-Миррен» является единственным клубом, уволившим Фергюсона с тренерского поста. Он оспорил решение о своём увольнении в комиссии по трудовым спорам, но получил отказ без возможности подать апелляцию. Официальной версией увольнения Фергюсона стали «нарушения контракта», включающие незаконные выплаты футболистам. На заседании трибунала по этому делу председатель «Сент-Миррена» Вилли Тодд заявил, что у Фергюсона «нет тренерских навыков».
31 мая 2008 года газета The Guardian опубликовала интервью с Тоддом (которому было 87 лет), который уволил Фергюсона в 1978 году. Тодд пояснил, что главной причиной увольнения Фергюсона стали его переговоры с «Абердином» о переходе. Фергюсон сказал журналисту Джиму Роджерсу из Daily Mirror, что он уведомил штаб «Сент-Миррена» о своём уходе в «Абердин». Тодд выразил сожаление случившимся инцидентом, но обвинил «Абердин» в том, что они не предложили никакой компенсации за Фергюсона.
В сезоне 1979/80, «Сент-Миррен» добились самого высокого, третьего, места в Шотландском чемпионате, уступив только «Абердину» и «Селтику». В том же сезоне команда стала единственным шотландский клубом, выигравшим Англо-шотландский кубок. В следующем сезоне «Сент-Миррен» впервые участвовал в Кубке УЕФА (проиграли Французскому «Сент-Этьену» во втором раунде).
Клуб вылетел из шотландской Премьер-Лиги в сезоне 2000/01 и вернулся в неё в 2005/06.
В 2010 году они вышли в финал Кубка шотландской лиги, где потерпели поражение 0:1 от «Рейнджерс».

## Достижения
- Первый дивизион:
  - Победитель (4): 1967/68, 1976/77, 1999/2000, 2005/06
- Кубок Шотландии по футболу:
  - Обладатель (3): 1925/26, 1958/59, 1986/87
  - Финалист (3): 1908, 1934, 1962
- Кубок шотландской лиги:
  - Обладатель: 2012/13

## Форма

### Домашняя
| 2014/15 | 2015/16 | 2016/17 | 2017/18 | 2018/19 | 2019/20 | 2020/21 | 2021/22 | 2022/23 | 2023/24 | 2024/25 |

### Гостевая
| 2014/15 | 2015/16 | 2016/17 | 2017/18 | 2018/19 | 2019/20 | 2020/21 | 2021/22 | 2022/23 | 2023/24 | 2024/25 |

### Резервная
| 2016/17 | 2017/18 |

Источники:,